# Debbie Scerri
Debbie Scerri (eigentl.: Deborah Scerri; * 1969 in Rabat) ist eine maltesische Sängerin.

## Leben und Wirken
Ihren ersten Einsatz beim Eurovision Song Contest hatte sie 1993 als Backgroundsängerin von William Mangion. Im Jahr 1996 nahm sie an der maltesischen Vorentscheidung teil, ohne einen Sieg davonzutragen.
Ein Jahr später gewann sie den Vorentscheid und repräsentierte so Malta beim Eurovision Song Contest 1997 in Dublin mit dem Popsong Let Me Fly, der ihr einen neunten Platz einbrachte – und den ersten Barbara Dex Award. Sie blieb weiterhin als Sängerin aktiv und war auf weiteren Musikwettbewerben zu hören; außerdem trat sie in maltesischen Clubs und auf Kreuzfahrtschiffen auf. 2004 versuchte sie sich nochmals beim Vorentscheid Malta Song for Europe zusammen mit der Rapgruppe Prodigal Sons, konnte aber auch hier keinen Sieg erringen.
Sie war danach auch als Moderatorin im maltesischen Fernsehen zu sehen.